# Young Money: Rise of an Empire
Young Money: Rise of an Empire è una compilation realizzata dall'etichetta discografica statunitense Young Money Entertainment e pubblicata nel 2014.

## Tracce
1. We Alright (featuring Euro, Birdman and Lil Wayne) – 5:12
2. Trophies (featuring Drake) – 3:08
3. Bang (featuring Lil Twist, Euro and Cory Gunz) – 4:10
4. Senile (featuring Tyga, Nicki Minaj and Lil Wayne) – 3:19
5. Induction Speech (featuring Euro) – 5:21
6. One Time (featuring Lil Twist, Tyga and YG) – 4:21
7. Hittin Like (featuring Shanell and Chanel West Coast) – 2:42
8. Lookin Ass (featuring Nicki Minaj) – 2:41
9. Fresher Than Ever (featuring Gudda Gudda, Jae Millz, Flow, Mack Maine and Birdman) – 6:46
10. Back It Up (featuring Lil Twist and Tyga) – 3:34
11. Moment (featuring Lil Wayne) – 4:39
12. You Already Know (featuring PJ Morton, Jae Millz, Gudda Gudda and Mack Maine) – 4:09

- Tracce Bonus - Edizione Deluxe

1. Catch Me at the Light (featuring Shanell and Yo Gotti) – 3:28
2. Video Model (featuring Christina Milian and Lil Wayne) – 3:58
3. Good Day (featuring Tyga, Meek Mill and Lil Wayne) – 3:44

## Classifiche
| Classifica (2014) | Posizione raggiunta |
| ----------------- | ------------------- |
| Stati Uniti       | 7                   |